# Matfors skola
Matfors skola är en grundskola i tätorten Matfors, Sundsvalls kommun.
På Matfors skola går omkring 480 elever.  Skolan är till elevantalet den näst största i Sundsvalls kommun.

## Historik
Skolan byggdes under början av 1900-talet på Skölemon då skolan vid Matfors-bruket blivit för liten. Skolan används än idag men under mitten av 1900-talet byggdes ytterligare en skolbyggnad som skulle nyttjas som högstadium, vilket den än idag gör med ett undantag på ungefär 10 år då skolan var fristående, Sköle skola.